# 5072 Hioki
5072 Hioki (1931 TS1) là một tiểu hành tinh vành đai chính được phát hiện ngày 9 tháng 10 năm 1931 bởi Reinmuth, K. ở Heidelberg.